# Maria Bakalovová
Maria Valčeva Bakalova, přechýleně Bakalovová, (bulharsky Мария Вълчева Бакалова, * 4. června 1996, Burgas) je bulharská herečka. Je držitelkou několika ocenění, včetně Critics' Choice Award a obdržela také nominace na Oscara, cenu BAFTA, Zlatý glóbus a Cenu Sdružení filmových a televizních herců.
Svou kariéru zahájila účinkováním ve filmových produkcích, zatímco navštěvovala Národní akademii divadelních a filmových umění v Sofii. Ztvárnila především dramatické role ve filmech jako Transgression (2017), Otec (2019), Last Call (2020) a Ženy pláčou (2021). Prosadila se ztvárněním dcery titulního hrdiny v mockumentárním filmu Boratův navázaný telefilm (2020). Za svůj výkon získala, jako první bulharská herečka, nominaci na Oscara za nejlepší herečku ve vedlejší roli a obdržela Critics' Choice Movie Award. Následně ztvárnila hlavní role v komedii V bublině (2022), slasheru Hádej, kdo je vrah (2022) a dramatu  Fairyland (2023) a namluvila vesmírného psa Cosma ve filmech Strážci Galaxie: Sváteční speciál (2022) a Strážci Galaxie: Volume 3 (2023) z franšízy Marvel Cinematic Universe.

## Filmografie

### Film
| Rok  | Název                     | Role                      | Poznámky         |
| ---- | ------------------------- | ------------------------- | ---------------- |
| 2017 | XIIa                      | Milena                    |                  |
| 2018 | Transgresia               | Yana                      |                  |
| 2019 | Otec                      | mladá Valentina           |                  |
| 2020 | Než si pro mě přijde      | Alexandra                 |                  |
| 2020 | Boratův navázaný telefilm | Tutar Sagdiyev            |                  |
| 2021 | Ženy pláčou               | Sonja                     |                  |
| 2022 | Hádej, kdo je vrah        | Bee                       |                  |
| 2022 | V bublině                 | Anika                     |                  |
| 2022 | The Honeymoon             | Sarah                     | také producentka |
| 2023 | Fairyland                 | Paulette                  |                  |
| 2023 | Strážci Galaxie: Volume 3 | vesmírný pes Cosmo (hlas) |                  |
| 2024 | Unfrosted                 | Rada Adzhubey             |                  |
| 2024 | The Apprentice            | Ivana Trumpová            | postprodukce     |

### Televize
| Rok  | Název                                       | Role                           | Poznámky                                            |
| ---- | ------------------------------------------- | ------------------------------ | --------------------------------------------------- |
| 2021 | Boratův amerikánský lokdaun & Borat vyvrací | Tutar Sagdiyev                 | díl: „Borat's American Lockdown“                    |
| 2022 | Strážci Galaxie: Sváteční speciál           | vesmírný pes Cosmo (hlas)      | TV speciál                                          |
| 2023 | Marvel Studios: Assembled                   | sama sebe / vesmírný pes Cosmo | díl: „The Making of Guardians of the Galaxy Vol. 3“ |